# Riu Vim
El riu Vim (rus: Вымь, Komi: Емва, Emva) és un riu de la República de Komi, Rússia. És un afluent del Riu Vítxegda a la conca del Dvinà Septentrional. Té 499 km de llarg, i la seva Conca hidrogràfica cobreix 25.600 km². La seva descàrrega mitjana és de 196 m3/s.
El Vim té les seves fonts als contraforts sud de la cresta de Timan. Discorre cap al sud, a través d'un paisatge de taigà pla de boscos de coníferes i troberess. Al curs alt del riu hi ha trams de ràpids. S'uneix al Vítxegda a l'assentament d’Ust-Vim. El riu s'utilitza per a la flotació de fusta i productes de fusta, i és navegable en els seus trams inferiors.
Els seus principals afluents són, des de la dreta: Vorkva, Edva, Pozheg i Chub, i des de l'esquerra: Koin i Veslana.